# Johnny Fontane
Johnny Fontane – fikcyjny bohater powieści Ojciec chrzestny autorstwa Maria Puzo oraz nakręconego na jej podstawie filmu o tym samym tytule.
Johnny Fontane jest  popularnym w latach 40. XX wieku śpiewakiem pochodzenia włoskiego, chrześniakiem Dona Vito Corleone – dona nowojorskiej rodziny mafijnej. Patron (Don Corleone) pomaga mu w karierze. Jest opisany jako zachodząca gwiazda Hollywood, o słabnącym głosie i kłopotach z producentem filmowym Woltzem. Prosi Don Vita o pomoc w uzyskaniu roli. Don Vito spełnia jego prośbę szantażując Woltza.
Później lekarz wykrywa u niego guza krtani. Johnny przestaje palić, poddaje się leczeniu i odzyskuje swój głos. Zostaje producentem filmowym, dzięki czemu dał rolę w filmie Nino Valentiemu, przyjacielowi z dzieciństwa. Miał nieszczęśliwe życie małżeńskie – rozwiódł się z żoną. W książce jest jednym z głównych bohaterów, w filmie jest postacią epizodyczną.
Postać wzorowana jest na Franku Sinatrze, gwiazdorze muzyki rozrywkowej i jazzowej lat 40., 50. i 60., pomawianym o kontakty z mafią. Sinatra pozostawał w konflikcie z autorem powieści.